# Interpretatio Romana
Als Interpretatio Romana (lat. etwa: „römische Übersetzung“) bezeichnet man die römische Sitte, fremde Gottheiten durch Identifikation mit römischen Gottheiten der eigenen Religion einzuverleiben.
Der Begriff geht zurück auf Tacitus, der in seiner Germania zwei germanische Gottheiten mit Castor und Pollux gleichsetzt. Vor allem in Weihinschriften wird das Verfahren häufig verwendet, oft stehen dabei der römische und der einheimische Name der Gottheit nebeneinander. Meist benutzten die Römer bestimmte Eigenschaften der fremden Götter, um sie mit einem ihnen bekannten Gott gleichzusetzen. Dabei wurden oft relativ wenige römische Götter benutzt, die eine Vielzahl von anderen Göttern assimilierten. Keltische Gottheiten etwa wurden meist mit Apollon, Mars und Mercurius gleichgesetzt. Diese Übertragungen machen es häufig schwer, die ursprünglichen Eigenschaften nichtrömischer Götter zu rekonstruieren.

## Bedeutung
Die interpretatio Romana erscheint als globalisierte Fortführung der bereits in der griechischen Religion zu beobachtenden Tendenz, lokale Gottheiten mit überregionalen zu identifizieren, wodurch viele Götternamen zu bloßen Beinamen wurden und eine einheitliche gesamt-griechische Religion überhaupt erst entstand. Entsprechend entstand aus den verschiedenen, v. a. etruskischen, vermittelt griechischen sowie lokalen Quellen entstammenden Göttervorstellungen der Römer gerade durch die Angleichung an griechisches Gedankengut eine einheitliche römische Mythologie.
Den analogen, zeitlich vorangehenden Prozess der Identifizierung nicht-griechischer Gottheiten mit griechischen Göttern bezeichnet man als Interpretatio Graeca.
Die interpretatio Romana trug als Methode aneignender Integration zum weitgehenden Religionsfrieden im Römischen Reich bei, sie ist jedenfalls ein besonders bezeichnender Ausdruck des pragmatischen Umgangs der römischen Eroberer mit kulturellen und religiösen Fragen in den unterworfenen Kulturen. Wo freilich eine interpretatio Romana gänzlich unmöglich war, weil eine Gottes- und Kultvorstellung fundamental von den römischen Vorstellungen abwich, zeigten sich auf römischer Seite Misstrauen und Vorurteile, besonders gegenüber der jüdischen Religion mit ihrer Vorstellung eines einzigen allmächtigen Gottes, der nicht einmal dargestellt werden durfte und seine Macht nicht teilte. Allerdings versuchten römische Statthalter weitgehend, religiöse Streitigkeiten zu ignorieren bzw. der betreffenden Priesterschaft zu überlassen, solange die Steuern gezahlt wurden.
Eine Nachwirkung der interpretatio Romana ist die bis ins 19. Jahrhundert (noch bei Goethe) übliche, in Spuren bis heute nachwirkende (sowie im romanischen Sprachraum fortbestehende) Praxis, über antike, v. a. griechische Gottheiten mit lateinischen Namen(sformen) zu sprechen – z. B. Amor statt Eros, Apollo statt Apollon usw.

## Griechische Gottheiten
Dabei wurden erstens römische Gottheiten mit den ihnen ohnehin bereits teilweise entsprechenden griechischen Göttern gleichgesetzt und beide einander nach Attributen, Zuständigkeiten usw. wechselseitig noch stärker angepasst; z. B.:
| Griechische Gottheit | Römische Gottheit |
| -------------------- | ----------------- |
| Zeus                 | Jupiter           |
| Hera                 | Juno              |
| Poseidon             | Neptun            |
| Ares                 | Mars              |
| Aphrodite            | Venus             |
| Athene               | Minerva           |
| Demeter              | Ceres             |
| Persephone           | Proserpina        |
| Hades                | Pluto             |
| Hephaistos           | Vulcanus          |
| Asklepios            | Aesculapius       |
| Dionysos             | Bacchus           |
| Herakles             | Hercules          |
| Pan                  | Faunus            |
| …                    | …                 |

Noch einfacher war naturgemäß die Angleichung oder neuschaffende Übernahme von Personifikationen, bei der etwa Nike zu Victoria, Eirene zu Pax usw. wurde.

## Andere Gottheiten
Darüber hinaus wurden auch vollkommen fremde, etwa keltische, germanische, ägyptische oder sonstige orientalische Götter anhand von Attributen, Zuständigkeiten oder besonderen Eigenarten mit römischen gleichgesetzt, wie das schon Herodot (Buch IV der Historien) mit seiner „Erklärung“ ägyptischer durch griechische Gottheiten getan hatte. So ergaben sich z. B.:
| Fremde Gottheit                                     | Griechische Gottheit | Römische Gottheit |
| --------------------------------------------------- | -------------------- | ----------------- |
| Ra, ägyptischer Sonnengott                          | Apollon              | Apollo            |
| Ištar, babylonische Göttin                          | Aphrodite            | Venus             |
| Esus, keltischer Gott                               | Hermes               | Mercurius         |
| Teutates, keltischer Kriegsgott                     | Ares                 | Mars              |
| Taranis, keltischer Gewittergott                    | Zeus                 | Jupiter           |
| Thor, germanischer Gewittergott                     | Zeus                 | Jupiter           |
| Odin, germanischer Göttervater und Gott des Handels | Hermes               | Mercurius         |
| Tyr, germanischer Kriegsgott                        | Ares                 | Mars              |
| …                                                   | …                    | …                 |